# Бодо фон Ванцлебен
Бодо фон Ванцлебен (на немски: Bodo von Wanzleben; † сл. 1167) е благородник от род Ванцлебен от Саксония-Анхалт, рицар на Магдебург (1151 – 1167), министериал на манастир „Унзере Либе Фрауен цу Магдебург“. (1151 – 1167).
Той е син на Алверикус де Ванцлеве (* ок. 1100; † сл. 1142), нобилис, на 12 юли 1134 г. рицар, 1140 – 1142 г. министериал на манастир Кведлинбург.
През 1167 г. Бодо фон Ванцлебен купува дворно место в Магдебург и го подарява на манастир „Унзере Либе Фрауен цу Магдебург“.

## Фамилия
Бодо фон Ванцлебен се жени за Юдит и има един син:
- Алверих фон Ванцлебен (* ок. 1160; † сл. 1220), свидетел на епископа на Халберщат; баща на:
  - Бодо фон Ванцлебен (* ок. 1190; † сл. 1227), женен за София и има два сина:
    - Лудвиг фон Ванцлебен († сл. 1240), 1240 г. министериал на Херцогство Брауншвайг[2]
    - Гунцелин Млади фон Ванцлебен († ок. 1317)